# Vaccinium paradoxum
Vaccinium paradoxum — вид квіткових рослин із родини вересових.

## Морфологічна характеристика
Vaccinium paradoxum нагадує V. halconense Merr. за формою листя, розміром листя та кольором квітки, але відрізняється коротшими суцвіттями (1.3–3.5 см проти 5.0–7.0 см), меншою кількістю квіток у суцвітті (5–8 проти 10–15), голою внутрішньою поверхнею віночок (у порівнянні зі запушеним), відсутність шпорців пиляка (проти наявного). Крім того, сидячі залози, розташовані на квітконіжках і переважно поблизу центру або розкидані на часточках чашечки V. paradoxum, є унікальною ознакою серед Vaccinium у Малезії.

## Поширення
Країни проживання: Острів Лусон, Філіппіни. Новий вид наразі відомий лише з типового місцезнаходження в низинному ультраосновному лісі на ≈ 20 м над рівнем моря на морських скелях.